# Кунстхалле Дармштадта
Кунстхалле Дармштадта (нем. Kunsthalle Darmstadt) — художественная галерея в городе Дармштадт (земля Гессен), открытая в 1957 году в перестроенном павильоне, возведённом для художественного союза «Kunstverein für das Großherzogtum Hessen» в 1889—1909 годах; два выставочных помещения — площадью в 65 и 200 м² — были расширены по проекту архитектора Ханса-Хеннинга Хайнца в 1986—1987 годах; здание является памятником архитектуры города.

## История и описание

### Здание
С расширением города Дармштадт на запад, активно начавшемся с 1810 года — в связи с растущим значения Великого герцогства Гессен-Дармштадт — архитектор Георг Моллер (1784—1852) предложил обогатить культурную и общественную жизнь города путём постройки нескольких «представительных» зданий в стиле классицизм. В частности, проект предполагал строительство в новом районе клуба (казино). В результате, западный въезд в город в 1812 году украсили Рейнские ворота (1812), расположившиеся на Рейнской дороге, и два караульных дома (сторожки), обращенные друг к другу; ворота были встроены в зеленую зону, окружавшую район.
В 1889 году художественный союз «Kunstverein für das Großherzogtum Hessen» (сегодня — «Kunstverein Darmstadt e. V.») получил собственное выставочное здание, построенное в стиле неоренессанс; оно было спроектировано профессором архитекторы Германом Мюллером, победившем на конкурсе. В качестве местоположения для зала город предоставил северную сторожку Рейнских ворот — чей портик использовался как вход в новый Кунстхалле; музей расположился в непосредственной близости от станции железной дороги Майн-Неккар, построенной в 1846 году. В 1909 году интерьер был полностью переработан профессором Фридрихом Пютцером (Friedrich Pützer, 1871—1922).
Район Mollervorstadt был практически полностью разрушен в годы Второй мировой войны; многие ключевые здания, формировавшие городской пейзаж, не подлежали восстановлению. Среди них были и руины Кунстхалле, которые были окончательно расчищены после войны; одной из причин стала потеря популярности историзма как архитектурного стиля. Только портик, без фронтона, созданный во времена Моллера был сохранен — как свидетельство того, что на это месте когда-то было здание.
В 1957 году на том же месте было построено новое здание для Кунстхалле; его возвели по проекту профессора архитектуры Тео Пабста (Theo Pabst, 1905—1979), победившего в новом конкурсе; сегодня данное здание входит в список памятников архитектуры и находится под защитой городской администрации. Проект, предложенный Пабстом, явно («намеренно») отличается от здания-предшественника; он скорее был близок по стилю к Рейнским воротам. Простая форма, недорогие материалы и несложные элементы дизайна, подчёркивали функциональность всего строения; предложенное соотношение закрытых и открытых пространств было популярно для архитектуры 1950-х годов — здание воспринималось современниками «как манифест нового пути», которым шла Германия после 1945 года.
Уже в 1964 году первоначальный Кунстхалле Пабста был расширен, чтобы вместить дополнительные офисы и увеличить выставочные площади. Ещё одно расширение, проходившее в 1987 году с северной стороны, позволило собрать всю выставочную площадь на одном уровне (первом этаже) и разместить как офис, так и галерею на верхнем уровне. Расширение, в основном, следовало исходному дизайну Пабста, но создало собственную выставочную атмосферу, поскольку открыло вид на зеленую зону. Автором проекта являлся архитектор Ханс-Хеннинг Хайнц из бюро «Hans-Henning Heinz Architekt», являвшийся учеником Пабста.
Генеральная реконструкция здания прошла в период с 2014 по 2017 год; авторы проекта старались максимально сохранить памятник архитектуры, одновременно адаптировав его к потребностям XXI века и новым требованиям для выставочных пространств; в частности, был отремонтирован и стеклянный фасад. Идея Пабста о «прозрачности» между внутренним и внешним пространством не претерпела изменений.

### Деятельность
В новом здании 1889 года «Kunstverein» сумел организовать целую серию выставок, получивших известность в регионе. В дополнение к организации выставок, членские взносы участников союза были использованы и для приобретения произведений искусства. В лучшие годы численность организации доходила до 3000 человек; имевшиеся к 1929 году значительные финансовые средства были потеряны во время гиперинфляции в Веймарской республике.
Уже в 1945 году был создан новый союз — «Neue Hessische Kunstverein», позже ставший «Darmstädter Kunstverein». Он начал выставочную деятельность в различных помещениях города, а также — проводил лекции и небольшие учебные поездки. Строительство Кунстхалле 1957 года ознаменовало для него переход на новый уровень: зал открылся выставкой «Kunst aus Darmstädter Privatbesitz»; Кунстхалле долгие годы являлся единственным выставочным пространством города. Сам союз стал включать 800 членов и специализироваться на современном искусстве; сегодня он продолжает организовывать временные выставки как именитых, так и начинающих художников: в частности, в 2018 году в зале прошла персональная выставка австрийского художника Клауса Мозетига («Klaus Mosettig. Handwriting»).